# Aloe mayottensis
Aloe mayottensis ist eine Pflanzenart der Gattung der Aloen in der Unterfamilie der Affodillgewächse (Asphodeloideae). Das Artepitheton mayottensis verweist auf das Vorkommen der Art auf der Insel Mayotte.

## Beschreibung

### Vegetative Merkmale
Aloe mayottensis wächst stammbildend und verzweigt sich von der Basis aus und darüber. Die Stämme erreichen eine Länge von 50 Zentimeter und sind 3 bis 4 Zentimeter dick. Die etwa 20 lanzettlich verschmälerten Laubblätter bilden eine Rosette. Die grüne Blattspreite ist 40 bis 50 Zentimeter lang und 6 bis 7 Zentimeter breit. Die hellgelben bis hellbraunen Zähne am Blattrand sind 3 Millimeter lang und stehen 10 bis 15 Millimeter voneinander entfernt.

### Blütenstände und Blüten
Der Blütenstand weist drei bis vier Zweige auf und erreicht eine Länge von etwa 100 Zentimeter. Die ziemlich dichten, zylindrisch spitz zulaufenden Trauben sind bis zu 20 Zentimeter lang und 6 Zentimeter breit. Die eiförmig-spitzen Brakteen weisen eine Länge von 6 Millimeter auf und sind 4 Millimeter breit. Die Blüten stehen an etwa 6 Millimeter langen Blütenstielen. Sie sind 25 Millimeter lang und an ihrer Basis kurz verschmälert. Auf Höhe des Fruchtknotens weisen die Blüten einen Durchmesser von 8 Millimeter auf. Darüber sind sie sehr leicht verengt. Ihre äußeren Perigonblätter sind auf einer Länge von 14 Millimetern nicht miteinander verwachsen. Die Staubblätter und der Griffel ragen 2 bis 4 Millimeter aus der Blüte heraus.

## Systematik und Verbreitung
Aloe mayottensis ist auf den Komoren im Schatten von Hügeln verbreitet.
Die Erstbeschreibung durch Alwin Berger wurde 1908 veröffentlicht.

## Nachweise